# São Romão (stacja kolejowa)
São Romão (port: Estação Ferroviária de São Romão) – stacja kolejowa w São Romão do Coronado (gmina Trofa), w dystrykcie Porto, w Portugalii. Znajduje się na Linha do Minho. Jest obsługiwana wyłącznie przez pociągi CP Urbanos do Porto. 

## Historia
Przystanek znajduje się na odcinku Linha do Minho między Campanhã i Nine, która weszła do służby wraz z Ramal de Braga 21 maja 1875 r.

## Linie kolejowe
- Linha do Minho